# Crowning of Atlantis
Crowning of Atlantis is het achtste album van de Zweedse symfonische metalband Therion, het album verscheen in 1999.
Crowning of Atlantis was oorspronkelijk bedoeld als ep (mini-cd), maar op verzoek van de platenmaatschappij werd een aantal nummers toegevoegd (de cover van Manowar en de live-nummers).
Het nummer Mark of Cain was eigenlijk geschreven voor het album Vovin, maar op het laatste moment werd besloten om het nummer te schrappen van Vovin. Het nummer is vervolgens opnieuw opgenomen voor Crowning of Atlantis. Op het hoesje van Vovin is het nummer wel weggehaald in de lijst met nummers, maar het is in de gespiegelde tekst nog terug te vinden, aangezien Therion vergeten was het ook daar te verwijderen.

## Tracklist
1. Crowning of Atlantis - 4:58
2. Mark of Cain - 5:01
3. Clavicula Nox (Remix) - 8:52
4. Crazy Nights (Loudness cover) - 3:43
5. From the Dionysian Days - 3:16
6. Thor (The Powerhead) (Manowar cover) - 4:47
7. Seawinds (Accept cover) - 4:23
8. To Mega Therion (Live) - 6:39
9. The Wings of the Hydra (Live) - 3:22
10. Black Sun (Live) - 5:46